# Kentaro Miura
Kentaro Miura (三浦 建太郎 Miura Kentarō?), född 11 juli 1966 död 6 maj 2021, var en japansk mangaförfattare. Han var bäst känd för sin hyllade mörk fantasy-serie Berserk, som gavs ut från och med 1989 fram till hans död. År 2002 fick Miura utmärkelsen Tezuka Osamus Kulturpris.
Miura började teckna manga vid 10 års ålder och blev sedan som artonåring assistent till George Morikawa som då tecknade Hajime No Ippo. Han samarbetade tidigt i karriären med Buronson som var en av upphovsmännen till Fist of the North Star. Miuras egenproducerade manga Berserk har sålt över 50 miljoner exemplar, vilket har gjort serien till en av tidernas bäst säljande manga. Miura producerade 41 volymer av serien som vid hans frånfälle fortfarande var oavslutad.